# مخلاف حرض
مخلاف حرض أحد المخاليف اليمنية القديمة التي كان معمول بها في تسمية تقاسيم المناطق اليمنية في العهد الإسلامي قبل سيطرة العثمانيين على اليمن عام 1538 واحتلال بريطانيا لعدن عام 1839  مدينة عامرة في تهامة ، كانت من مخلاف حكم من مذحج ، حالياً في محافظة حجة

## خلفية
كانت اليمن تقسم إلى العديد من المخاليف وبعد سيطرة العثمانيين على اليمن قسموها إلى 4 ألوية يقسم اللواء إلى عدة أقضية ونواحي ، وتغيرت الألوية في العهد الجمهوري والوحدة إلى محافظات والنواحي إلى مديريات .